# Lac Galibert
Lac Galibert är en sjö i Kanada.   Den ligger i regionen Saguenay–Lac-Saint-Jean och provinsen Québec, i den östra delen av landet, 800 km nordost om huvudstaden Ottawa. Lac Galibert ligger 546 meter över havet. Arean är 3,5 kvadratkilometer. Den sträcker sig 3,2 kilometer i nord-sydlig riktning, och 2,2 kilometer i öst-västlig riktning.
I omgivningarna runt Lac Galibert växer i huvudsak barrskog. Trakten runt Lac Galibert är nära nog obefolkad, med mindre än två invånare per kvadratkilometer.